# Meeting de Atletismo Madrid 2012
Meeting de Atletismo Madrid 2012 – mityng lekkoatletyczny, który odbył się 7 lipca w stolicy Hiszpanii – Madrycie. Zawody były kolejną odsłoną cyklu World Challenge Meetings rozgrywanego pod egidą IAAF.

## Rezultaty

### Mężczyźni
| Konkurencja:               | 1. miejsce        | Rezultat | 2. miejsce            | Rezultat | 3. miejsce       | Rezultat |
| Bieg na 100 m              | Kemar Hyman       | 9,95w    | Kemar Bailey-Cole     | 9,98w    | Marc Burns       | 10,08w   |
| Bieg na 400 m              | Kévin Borlée      | 45,09    | Martyn Rooney         | 45,17    | Brian Gregan     | 46,09    |
| Bieg na 800 m              | Kevin López       | 1:45,78  | Luis Alberto Marco    | 1:45,98  | Tyler Mulder     | 1:46,20  |
| Bieg na 110 m przez płotki | David Payne       | 13,22w   | Ryan Wilson           | 13,26w   | Lawrence Clarke  | 13,29w   |
| Bieg na 400 m przez płotki | Justin Gaymon     | 49,63    | Jack Green            | 49,65    | Tristan Thomas   | 50,42    |
| Skok o tyczce              | Władysław Rewenko | 5,50     | Przemysław Czerwiński | 5,40     | Igor Bychkov     | 5,30     |
| Skok w dal                 | Mitchell Watt     | 8,26w    | Christopher Tomlinson | 8,06w    | Jean Marie Okutu | 8,05w    |
| Pchnięcie kulą             | Germán Lauro      | 20,30    | Joe Kovacs            | 19,56    | Carlos Véliz     | 19,48    |
| Rzut młotem                | Krisztián Pars    | 80,85    | Ołeksij Sokyrski      | 78,91 PB | Lukáš Melich     | 78,55    |

### Kobiety
| Konkurencja:               | 1. miejsce         | Rezultat | 2. miejsce          | Rezultat | 3. miejsce                    | Rezultat |
| Bieg na 200 m              | Schillonie Calvert | 22,68    | Anneisha McLaughlin | 22,70    | Tameka Williams               | 22,85    |
| Bieg na 400 m              | Debbie Dunn        | 50,83    | Shericka Williams   | 51,10    | Natalija Pyhyda               | 51,27 PB |
| Bieg na 800 m              | Tatjana Markelowa  | 2:00,10  | Molly Beckwith      | 2:00,35  | Olena Żuszman                 | 2:01,06  |
| Bieg na 100 m przez płotki | LoLo Jones         | 12,70w   | Nia Ali             | 12,80w   | Julija Kondakowa              | 12,82w   |
| Skok wzwyż                 | Ruth Beitia        | 1,92     | Jewgienija Kononowa | 1,90 PB  | Anna Iljuštšenko Wita Pałamar | 1,87     |
| Trójskok                   | Rusłana Cychoćka   | 14,28w   | Patricia Sarrapio   | 13,71w   | Anastasija Taranowa-Potapowa  | 13,64w   |
| Pchnięcie kulą             | Irina Tarasowa     | 18,76    | Misleydis González  | 18,35    | Natalia Ducó                  | 17,88    |

## Rekordy
Podczas mityngu ustanowiono 1 krajowy rekord w kategorii seniorów:
| Zawodnik    | Reprezentacja | Konkurencja        | Rezultat |
| ----------- | ------------- | ------------------ | -------- |
| Kemar Hyman | Kajmany       | bieg na 100 metrów | 9,95     |